# Hitcents
Hitcents es un editor de videojuegos y un estudio de juegos y aplicaciones móviles, su sede está ubicada en Bowling Green, Kentucky. Son los creadores de la serie de juegos multiplataforma Draw A Stickman. En 2014, Hitcents se asoció con el actor Tom Hanks para desarrollar Hanx Writer. Se Fundó en 1999 como una empresa de software por los hermanos gemelos Chris y Clinton Mills, la empresa tiene oficinas en Los Ángeles y San Francisco.

## Historia
Como estudiantes de segundo año de secundaria, Chris y Clinton Mills iniciaron Hitcents como una empresa de publicidad en Internet. El nombre de la empresa se refería a la política de pagar a los clientes centavos por hit. Hitcents fue adquirida por Houchens Industries en 2003. La compañía se expandió desde su sede en Bowling Green, Kentucky a San Francisco en abril de 2014 y a Los Ángeles en 2015.
El negocio incluye desarrollo de juegos y aplicaciones móviles, comercio electrónico, tecnología, marketing, diseño creativo, desarrollo de software, producción, automatización, autoservicio de pago y planificación de recursos empresariales.
En 2007, Hitcents ocupó el puesto 191 en la lista de la revista Inc. de las 500 empresas privadas más importantes y de más rápido crecimiento en los EE. UU., después de crecer un 1.099,8 % en 3 años. Clinton y Chris Mills también se clasificaron entre los 5 principales directores ejecutivos menores de 30 años. En 2013, la compañía se mudó de sus oficinas en la Universidad de Western Kentucky a un edificio llamado "The Wrap" en Bowling Green, que fue construido una de las empresas de la  familia Mills. Hitcents fue nombrado uno de los mejores lugares para trabajar en Kentucky en 2014.
Después de que los contratistas del edificio dijeran que el negocio inmobiliario de la familia les debía más de 2 millones de dólares, el condado se hizo cargo del proyecto y la compañía se mudó en agosto de 2015.

## Desarrollo de aplicaciones móviles
Hitcents desarrolla aplicaciones móviles para proyectos internos y de clientes. Estas aplicaciones varían en género: desde juegos móviles hasta aplicaciones comerciales de nivel empresarial.

### Dibuja un hombre de palo
Hitcents creó la serie Draw a Stickman. La idea comenzó como un sitio web simple, DrawAStickman.com. Después de que fuera un éxito comercial y de crítica, el juego de PC se desarrolló como una serie completa de juegos para dispositivos móviles y PC. Draw a Stickman: Epic se lanzó en octubre de 2012, una aplicación móvil para teléfonos iOS, Android, Kindle, Windows 7 y 8, y más tarde en versiones de escritorio completas para Windows 8, Linux, Mac OS X y Steam.
Un jugador crea una figura de palo, que se convierte en el personaje principal del juego. A lo largo del juego, el jugador guía la figura de palo a través de múltiples niveles, utilizando varios lápices para dibujar elementos, herramientas y armas para resolver acertijos y superar obstáculos.
En julio de 2015, Hitcents lanzó una secuela de Draw A Stickman: Epic, Draw A Stickman: Epic 2.

### Pilares de batalla
Hitcents creó "Batterpillars", un juego de estrategia en tiempo real de tira y afloja para iOS, Android y PC. El juego fue lanzado el 2 de octubre de 2013. Batterpillars permite a los jugadores construir y comandar orugas estratégicamente, que luego se envían a luchar contra un ejército de orugas enemigo y varios jefes. El juego permite a los usuarios construir cada oruga de su ejército usando segmentos especializados que ofrecen varios poderes y habilidades.
Battlepillars fue uno de los primeros juegos móviles multijugador multiplataforma, que permitía a los usuarios de Android jugar contra usuarios de iOS a través de Google Play . Battlepillars fue el primer juego móvil gratuito de Hitcents.

### Escritor Hanx
Hitcents creó Hanx Writer, una aplicación móvil en colaboración con Tom Hanks. Inspirada en la apreciación de Tom Hanks por las máquinas de escribir clásicas, la aplicación Hanx Writer refleja la apariencia, la sensación y el sonido del procesamiento de textos antiguo.
Hanx Writer fue lanzado el 14 de agosto de 2014. Hanx Writer alcanzó el primer lugar en la clasificación de iTunes App Store durante su semana de lanzamiento, donde ocupó el primer lugar tanto en la sección de Productividad como en la sección General.

### Equipo
El 16 de septiembre de 2016, Hitcents lanzó Rigged, un juego móvil sobre gerrymandering, en asociación con Fusion. El juego se centró en educar a los jugadores sobre la práctica del gerrymandering en los Estados Unidos.

### El padrino: dinastía familiar
El 9 de febrero de 2017, Hitcents lanzó un juego de estrategia móvil gratuito con licencia oficial basado en El padrino.
El juego recibió una recepción mayoritariamente positiva. El juego fue elogiado por su estilo artístico, jugabilidad y funcionalidad multijugador. Sin embargo, fue criticado por no ser original y por su jugabilidad repetitiva.

### Vida NBA
El 30 de marzo de 2017, Hitcents lanzó NBA Life, un juego de simulación y estrategia móvil gratuito en el que uno juega como un nuevo jugador de la NBA en un equipo de su elección. Un jugador mejora el cuerpo y las habilidades de un avatar para que pueda competir con versiones de IA de jugadores de la vida real. Los jugadores pueden unirse a otros jugadores en equipos para obtener varias recompensas. Después de unirse a un equipo, el jugador puede enfrentarse a otros equipos en el sistema de torneos de equipos.
El juego recibió críticas muy positivas. Los revisores elogiaron el juego por su jugabilidad y estética. Muchos revisores también apreciaron que el avatar del jugador de la NBA en el juego puede ser femenino.

## Publicación de videojuegos
Hitcents es una editorial de videojuegos. En 2018, publicaron dos juegos desarrollados por otros estudios independientes de videojuegos.

### Un robot llamado lucha
Hitcents publicó "Un robot llamado lucha" , es un juego de figuras de acción en 2D desarrollado por Matt Bitner Games. El juego se lanzó el 26 de abril de 2018 para la plataforma Nintendo Switch. En Un robot llamado lucha, los jugadores son robots encargados de derrotar a Megabeast mientras exploran un laberinto donde puedes descubrir artefactos y potenciadores.

### No te hundas
Hitcents publicó "No te hundas" para la plataforma Nintendo Switch el 3 de enero de 2019. Studio Eris desarrolló el juego en cooperación con Hitcents. No te hundas es un videojuego de rol de aventuras con temática pirata en el que los jugadores exploran alta mar, islas y hacen crecer un imperio pirata. Los jugadores deben equilibrar la aventura con las necesidades físicas de la tripulación pirata, gobernar islas y expandir su imperio.

## Juegos desarrollados
| Título                                  | Año  | Plataforma(s)                                                                   |
| --------------------------------------- | ---- | ------------------------------------------------------------------------------- |
| dibujar un stickman                     | 2011 | iOS, Google Play, Amazonas                                                      |
| Dibuja un Stickman - Episodio 2         | 2012 | iOS, Google Play                                                                |
| Dibuja un Stickman: ÉPICO               | 2012 | iOS, Google Play, Steam, Amazon, Windows y Windows Phone, Mac, Kindle, Xbox One |
| Pilares de batalla                      | 2013 | iOS, Google Play, Amazon Store, Steam, Windows y Windows Phone                  |
| El Harlem Shake                         | 2013 | iOS                                                                             |
| Escritor Hanx                           | 2014 | iOS                                                                             |
| Krampus en Wreck The Halls              | 2014 | Google Play                                                                     |
| San Francisco                           | 2014 | Google Play                                                                     |
| criaturas venenosas                     | 2014 | Google Play                                                                     |
| charlie charlie                         | 2015 | iOS, Google Play                                                                |
| Dibuja un Stickman: EPIC 2              | 2015 | iOS, Google Play, Steam, Nintendo Switch, Amazon, Windows y Windows Phone       |
| Dibuja un Stickman: Cuaderno de bocetos | 2015 | iOS, Google Play, Amazonas                                                      |
| Tac - Tic Tac Toe reinventado           | 2015 | iOS                                                                             |
| Sparkle Corgi va a bucear en cuevas     | 2015 | Google Play, iOS                                                                |
| Padrino: dinastía familiar              | 2017 | Google Play, iOS, Amazonas                                                      |

## Juegos publicados
| Título                      | Año           | Plataforma                                 |
| --------------------------- | ------------- | ------------------------------------------ |
| Un robot llamado lucha      | 2018          | interruptor de nintendo                    |
| no te hundas                | 2019          | interruptor de nintendo                    |
| duque de defensa            | 2019          | interruptor de nintendo                    |
| llegar a la puerta naranja  | 2019          | Vapor, TBA                                 |
| Ana olvidada                | 2019          | iOS, Google Play                           |
| Rashlander                  | 2019          | Vapor                                      |
| Ministerio de Radiodifusión | 2020          | Microsoft Windows, interruptor de Nintendo |
| Dibuja un Stickman: EPIC 3  | 2020          | Vapor, iOS, Google Play                    |
| Costas desconocidas         | 2021          | Steam, Nintendo Switch, TBA                |
| Inspector de gofres         | 2021          | Steam, Nintendo Switch, TBA                |
| Aguamarina                  | 2021          | Vapor, TBA                                 |
| Atlas de Kokopa             | por confirmar | Vapor, TBA                                 |

## Servicios
Los servicios de desarrollo web de Hitcents incluyen diseño web, programación y mantenimiento, acceso administrativo, comercio electrónico, transferencia de datos y alojamiento de sitios web . El departamento web de Hitcents ha sido reconocido a lo largo de los años con numerosos premios por su trabajo en el sitio web, incluidos los premios Marcom, los premios Davey y los premios Communicator.
Otros servicios incluyen consultoría, respaldo de datos, compra de hardware, configuración de redes privadas virtuales, DSL seguro, desarrollo de quioscos, redes de computadoras y acceso a Internet de alta velocidad.

## Premios
2011
- Premio Davey- Dibuja un Stickman- ORO
- Dope Award- Draw A Stickman- SITIO DEL MES
- Design Licks- Draw A Stickman- SITIO DEL DÍA
- Premio FWA- Draw A Stickman- SITIO DEL DÍA
- AWWWARD's- Draw A Stickman- SITIO DEL DÍA
- Design Taxi- Draw A Stickman- SITIO DEL DÍA

2012
- Premio de Medios Interactivos (IMA)- Draw A Stickman- MEJOR EN SU CLASE
- Hermes Creative Award- Connected Nation Corporate- ORO
- Hermes Creative Award- Draw A Stickman- PLATINO
- Premio Horizon Interactive- Draw A Stickman- MEJOR EN CATEGORÍA
- Premio Webby - Dibujar un Stickman- Marketing viral- LA VOZ DE LA GENTE
- Premio Webby- Dibujar un Stickman- Mejor uso de Motion Graphics- LA VOZ DE LA GENTE
- Premio Webby- Draw A Stickman- Mejor uso de Motion Graphics- WEBBY
- The Web Award- Draw A Stickman- ESTÁNDAR DE EXCELENCIA DEL SITIO DE JUEGO
- Premio W3- Draw A Stickman- Animación- ORO
- Premio W3- Draw A Stickman- Autopromoción- ORO
- Premio a la Innovación- Cámara de Comercio de BG- Hitcents- PREMIO
- Premio Davey- BART - Animación- PLATA

- Webby Award- Draw A Stickman: Epic- Sitios móviles y aplicaciones/juegos- WEBBY WINNER
- Premio Webby- Draw A Stickman: Epic- LA VOZ DE LA GENTE
- Webby Award- One Direction Scrapbook App- MENCIÓN DE HONOR
- Premio W3- Sitio web de Tampico- PREMIO
- Premio Manny- Draw A Stickman- PREMIO
- Premio Lovie- Draw A Stickman: EPIC- Juegos- ORO
- Premio Lovie- Draw A Stickman: EPIC- Juegos para tableta- PLATA
- Premio Lovie- Draw A Stickman: EPIC- Juegos para tabletas- PEOPLE'S LOVIE

2014
- Premio Webby- Escritor Hanx- MENCIÓN DE HONOR

2015
- Premio W3- Escritor Hanx- Aplicación móvil: Entretenimiento- ORO
- Premio W3- Escritor Hanx- Mejor Diseño Visual: Estético- PLATA
- Premio W3- Draw A Stickman: EPIC 2- Aplicación móvil: innovadora y experimental- PLATA

2016
- Premio Webby- Draw a Stickman: Epic 2- Juegos móviles- HONOREE